# FALCON
FALCON — Малогабаритный телеуправляемый подводный аппарат малого класса. Разработан компанией Saab Seaeye.

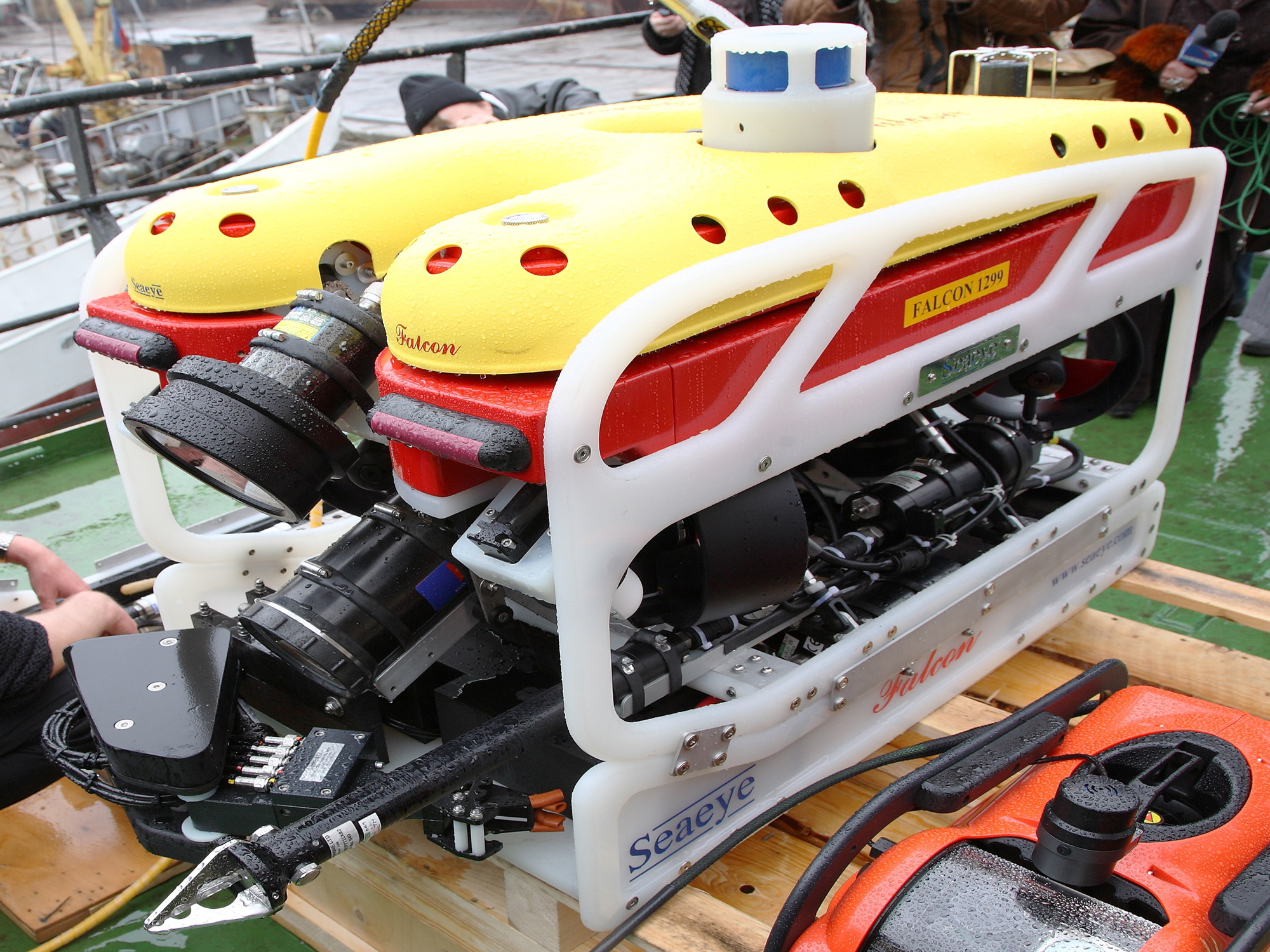
Seaeye Falcon 1299

Предназначен для выполнения поисковых и обследовательских работ в прибрежных водах. Построен на несущей раме из полипропилена. Он оборудован 4 горизонтальными и 1-м вертикальным движителем, цветной видеокамерой (480 ТВЛ, 0.2 люкс) на платформе с изменяемым углом наклона ±90°.
Модульная конструкция FALCON обеспечивает быструю замену вышедшего из строя элемента.

## ТТХ
- Рабочая глубина, м до 300
- Вес в воздухе, кг 62
- Габаритные размеры, мм 1000х600х500
- Полезная нагрузка, кг 16
- Источник электропитания: однофазная сеть переменного тока 110—220В, 50 Гц
- Потребляемая мощность, кВт 2,5
- Скорость подводного передвижения, узлы
  - горизонтальная 3
  - лаговая 1,5
  - вертикальная 1,5